# Otzerinmendi
Otzerinmendi es una entidad de población española del municipio de Ceánuri, perteneciente a la provincia de Vizcaya, en la comunidad autónoma del País Vasco. En 2022, tenía empadronados 68 habitantes.